# Talita Antunes da Rocha
Talita Antunes da Rocha (* 29. August 1982 in Aquidauana) ist eine brasilianische Beachvolleyballspielerin.

## Karriere
Talita begann im Alter von 14 Jahren mit Volleyball in der Halle. Als 19-Jährige wechselte sie zum Beachvolleyball und wurde von Jackie Silva entdeckt, mit der sie 2001 ein erstes Duo bildete. Talita und Jackie Silva spielten zunächst nationale Turniere, bevor sie 2002 die südamerikanische Meisterschaft gewannen. Mit Maria Clara Salgado Rufino gewann Talita die Bronzemedaille bei der U21-Weltmeisterschaft in Catania. Ihren ersten Auftritt auf der FIVB World Tour hatte sie ebenfalls 2002 mit Renata Ribeiro, als sie bei den Vitória Open den neunten Rang erreichte. 2004 spielte sie die Fortaleza Open mit Tatiana Minello und ein Challenger-Turnier mit Maria Clara.
Seit 2005 bildete Talita ein festes Duo mit Renata. Im ersten gemeinsamen Jahr auf der World Tour begannen sie mit zwei neunten Plätzen in Shanghai und Osaka. Danach erreichten sie fast immer die Top Ten. Beim Open-Turnier in Sankt Petersburg standen sie erstmals im Finale, das sie gegen Juliana/Larissa verloren. Das gleiche Ergebnis gab es in Montreal. Bei den Athen Open gelang Talita/Renata die Revanche und sie feierten ihren ersten Turniersieg. In Bali folgte der nächste Finalsieg, diesmal gegen Shelda Bede und Adriana Behar. In Salvador da Bahia und Kapstadt wurden Talita/Renata jeweils Vierte. Am Ende der Saison wurde Talita von der FIVB als „Top Rookie“ ausgezeichnet. Bei den ersten Turnieren der World Tour 2006 wurden Talita/Renata mehrmals Fünfte und belegten den vierten Platz in Sankt Petersburg. Lediglich bei den Warschau Open verpassten sie die Top Ten. Direkt nach dem Turnier in Polen erreichten sie in Porto Santo ihr nächstes Endspiel, das sie nach einem 36:38 im ersten Satz gegen Juliana/Larissa verloren. Zum Jahresabschluss in Acapulco standen sie erneut im Finale und verloren gegen das US-Duo Walsh/May-Treanor.

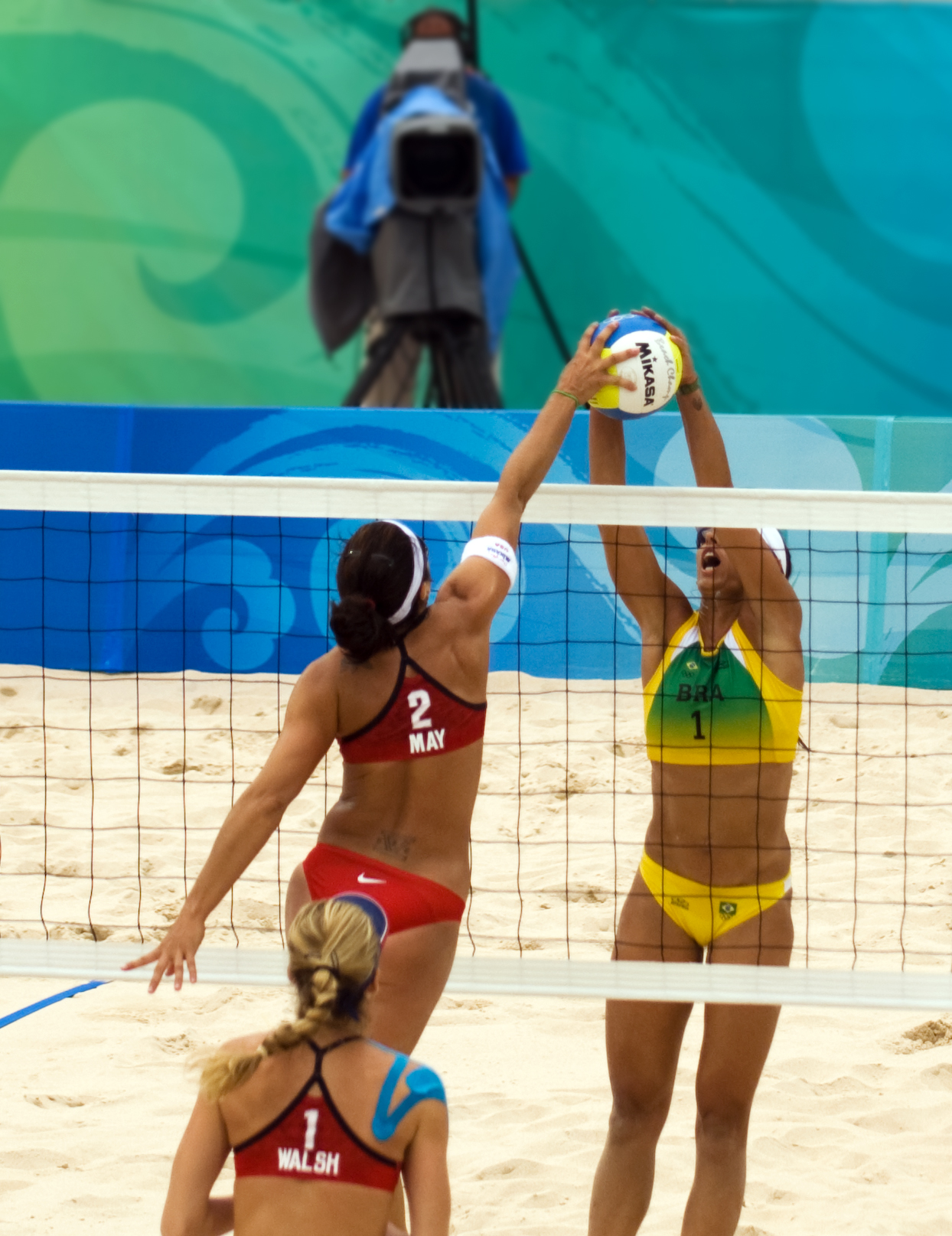
Talita im Olympiahalbfinale 2008 gegen Walsh/May-Treanor

Zu Beginn der Saison 2007 gewannen sie nach einem dritten Rang in Shanghai das Turnier in Sentosa gegen die Chinesinnen Tian Jia und Wang Jie. Danach gab es die Plätze fünf, vier und drei sowie zwei schwächere Grand Slams in Paris und Stavanger. Bei den Marseille Open setzten sich Talita/Renata im Finale gegen Xue Chen und Zhang Xi durch. Anschließend kamen sie bei der WM in Gstaad als Gruppensieger ins Achtelfinale, das sie gegen das deutsche Duo Pohl/Rau verloren. Im weiteren Verlauf der World Tour gab es vier fünfte Plätze in Folge und zum Abschluss einen siebten Rang in Phuket. Bei den ersten beiden Turnieren 2008 kam es jeweils zum Endspiel gegen Juliana/Larissa; in Adelaide setzten sich die Konkurrentinnen durch, in Shanghai gewannen Talita/Larissa. Auch bei allen weiteren Turnieren der World Tour 2008 erzielten sie Top-Ten-Ergebnisse. Sie qualifizierten sich für die Olympischen Spiele in Peking. Dort gewannen sie ihre Spiele in der Vorrunde sowie im Achtel- und Viertelfinale. Im Halbfinale mussten sie sich dann den alten und neuen Olympiasiegerinnen Walsh/May-Treanor geschlagen geben und im Spiel um den dritten Platz gegen Xue Chen und Zhang Xi verpassten sie eine Medaille. Mit dem siebten Platz bei den Guarujá Open beendeten sie anschließend ihre gemeinsame Karriere.
2009 bildete Talita ein neues Duo mit Maria Antonelli. Nach einem 13. Platz in Brasília kamen Talita/Antonelli bei drei aufeinanderfolgenden Turnieren ins Endspiel. In Shanghai bezwangen sie die Chinesinnen Wang Jie und Zuo Man und in Seoul das US-Duo Kessy/Ross, während sie in Osaka Juliana/Larissa unterlagen. Bei der WM in Stavanger kamen sie ungeschlagen ins Halbfinale. Dann gab es zwei brasilianische Duelle für Talita/Antonelli, die im Tiebreak gegen Juliana/Larissa verloren, aber dann das Spiel um die Bronzemedaille gegen Ana Paula und Shelda Bede gewannen. Direkt nach der WM gelang Talita/Antonelli im Finale von Gstaad die Revanche gegen Juliana/Larissa. Nach einigen Turnieren mit Ergebnissen zwischen dem dritten und fünften Platz gewannen sie in Kristiansand ihr nächstes Endspiel, diesmal gegen die österreichischen Schwestern Doris und Stefanie Schwaiger. Nach einem dritten Platz in Åland verloren sie die letzten beiden Endspiele 2009 gegen ihre brasilianischen Dauerrivalinnen. 2010 war Brasília wieder ihr erstes FIVB-Turnier des Jahres, auch diesmal mit einer zweistelligen Platzierung. Es folgten jeweils zwei dritte und vierte Plätze, bevor sie im Endspiel des Grand Slam in Stavanger die nächste Niederlage gegen Juliana/Larissa kassierten. Beim übernächsten Turnier in Marseille setzten sie sich im Finale gegen die Schwaiger-Schwestern durch. Danach erreichten sie in Stare Jabłonki und Åland den dritten Rang. Die Saison endete für sie mit einem Turniersieg in Den Haag gegen Zhang Xi und Xue Chen.

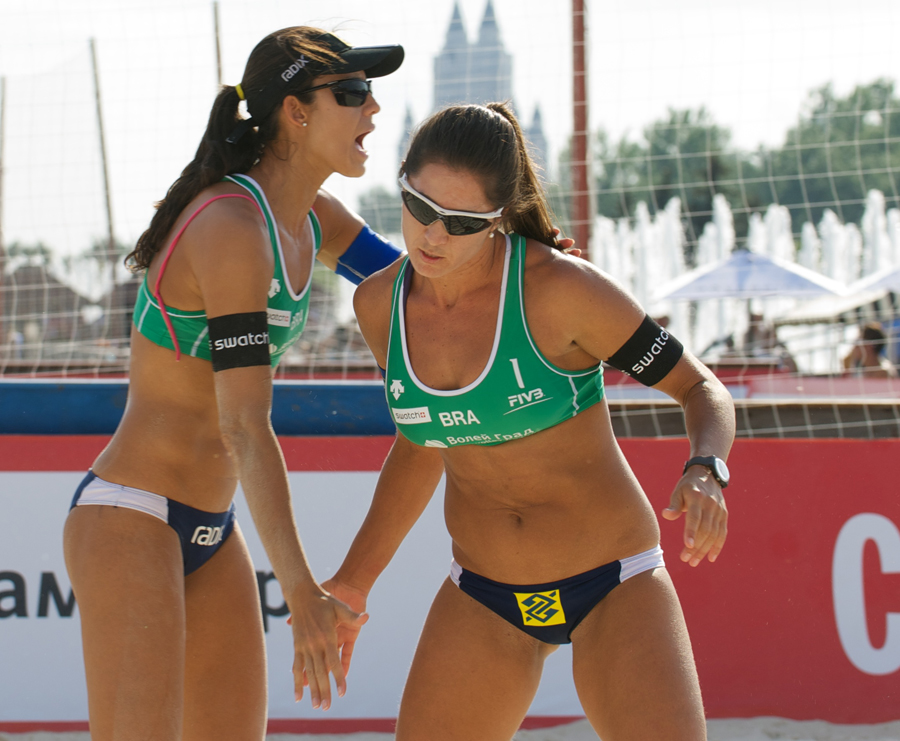
Talita mit Maria Antonelli beim Grand Slam 2011 in Moskau

Die World Tour 2011 eröffneten sie mit einem fünften Platz in Brasília und einem dritten Rang in Sanya. In Shanhai, Mysłowice und Peking wurden sie ebenfalls Fünfte. Bei der WM in Rom erreichten sie als Gruppensieger und mit zwei Tiebreak-Siegen das Viertelfinale, das sie – ebenfalls nach drei Sätzen – gegen Zhang Xi und Xue Chen verloren. Die folgenden drei Grand Slams beendeten sie auf den Plätzen neun, vier und fünf. Die Québec Open gewannen sie im Finale gegen die Salgado-Schwestern Maria Clara und Carolina. Danach standen sie viermal in Folge im Spiel um den dritten Platz, das sie in Stare Jabłonki und Den Haag für sich entscheiden konnten. Zu Beginn der World Tour 2012 erreichten sie dreimal das Finale. Dabei mussten sie sich in Brasília und Shanghai jeweils Zhang Xi und Xue Chen geschlagen geben, während sie in Sanya Juliana/Larissa bezwangen, die im Vorjahr Weltmeisterinnen geworden waren. Im weiteren Verlauf der Tour gab einen vierten Platz in Moskau und einen dritten Rang in Klagenfurt; außerdem wurden sie dreimal Neunte. Als Fünfte der Olympiarangliste qualifizierten sich Talita/Antonelli für die Olympischen Spiele in London. Dort gewannen sie ihre Vorrundengruppe, mussten sich aber im Achtelfinale den Tschechinnen Sluková/Kolocová geschlagen geben. Nach dem fünften Platz in Stare Jabłonki trennten sie sich ebenso wie Juliana/Larissa.
Talita bildete 2013 ein neues Duo mit Taiana Lima. Nach einem neunten Platz in Fuzhou gewannen Talita/Lima den Grand Slam in Shanghai gegen die Schwaiger-Schwestern. Weitere Turniersiege auf der World Tour 2013 folgten in Den Haag gegen die Salgado-Schwestern und in Rom gegen Kessy/Ross. Bei der WM in Stare Jabłonki schieden sie hingegen als Gruppenzweite bereits in der ersten KO-Runde gegen die Deutschen Ludwig/Walkenhorst aus. Nach der WM wurden sie Dritte in Gstaad, bevor sie die Grand Slams in Long Beach gegen die Salgado-Schwestern und in Berlin gegen das deutsche Duo Holtwick/Semmler gewannen. Dann wurden sie zweimal Neunte und beendeten die Saison schließlich mit einem verlorenen Endspiel gegen Walsh/Ross. Von der FIVB erhielten sie Auszeichnungen als World Tour Champion und „Team of the Year“. Zu Beginn der Saison 2014 wurden sie zweimal Fünfte und einmal Vierte. In Moskau verloren sie das Finale gegen Walsh/Ross. Der Grand Slam in Berlin, bei dem sie den fünften Platz belegten, war dann ihr letztes gemeinsames Turnier.
Talita kam mit Larissa zusammen, die sich für ein Comeback auf der World Tour entschieden hatte. Nach zwei neunten Plätzen in Den Haag und Long Beach feierten Larissa/Talita beim Grand Slam in Klagenfurt ihren ersten gemeinsamen Sieg bei einem FIVB-Turnier. Sie gewannen auch die Grand Slams in Stare Jabłonki und São Paulo sowie die Paraná Open. Bei der nationalen Tour gelangen ihnen ebenfalls diverse Turniersiege. Auf der World Tour 2015 siegten Larissa/Talita beim Grand Slam in Moskau und beim Poreč Major. In Sankt Petersburg wurden sie Neunte. Bei der WM in den Niederlanden trafen sie im Achtelfinale auf Juliana und Antonelli und schieden mit einer 1:2-Niederlage aus. Nach der WM gewannen sie außer dem Grand Slam von Gstaad alle weiteren Turniere, bei denen sie antreten, einschließlich des World Tour Final in Fort Lauderdale. Damit wurden sie FIVB „Team of the Year“. Die World Tour 2015/16 begannen Larissa/Talita mit drei Turnieren in ihrem Heimatland. In Maceió und Rio de Janeiro wurden sie jeweils Neunte, bevor sie das Finale der Vitória Open gegen Kerri Walsh und April Ross gewannen. In Moskau gelangen den US-Amerikanerinnen die Revanche. Beim Hamburg Major gab es das Duell im Spiel um den dritten Platz, das die Brasilianerinnen gewannen. Beim Grand Slam in Olsztyn unterlagen Larissa/Talita im Endspiel den Deutschen Ludwig/Walkenhorst. Nach einem neunten Rang in Poreč besiegten sie beim Gstaad Major wieder Walsh/Ross. Für die Olympischen Spiele in Rio de Janeiro waren sie als Team des Gastgebers gesetzt. In der Vorrunde und im Achtelfinale gegen die Deutschen Borger/Büthe blieben sie ohne Satzverlust, bevor sie im Viertelfinale gegen die Schweizerinnen Heidrich/Zumkehr einen gegnerischen Matchball abwehren mussten. Das Halbfinale verloren sie gegen Ludwig/Walkenhorst und das Spiel um Platz drei gegen Walsh/Ross. Auf der World Tour 2017 hatten Larissa/Talita ausnahmslos Top-5-Platzierungen und wurden World Tour Champion. Bei der WM in Wien gewannen sie die Bronzemedaille.
Nach einer einjährigen Pause spielte Talita Antunes von 2019 bis 2021 wieder an der Seite von Taiana Lima. Die beiden Brasilianerinnen hatten auf der World Tour zahlreiche Top-Ten-Platzierungen. Dabei ragten ein zweiter Platz beim 4-Sterne-Turnier 2019 in Moskau und der Sieg beim 4-Sterne-Turnier 2021 in Cancún heraus.
Von Ende 2021 bis August 2022 bildete Talita ein Duo mit Rebecca Cavalcanti. Bei den Elite16-Turnieren der neugeschaffenen World Beach Pro Tour 2022 erreichten Rebecca/Talita in Rosarito Platz drei und in Ostrava Platz zwei. Bei der Weltmeisterschaft in Rom erreichten sie als Siegerinnen ihrer Vorrundengruppe die Hauptrunde. Hier gewannen sie gegen ihre Landsfrauen Taiana Lima und Hegeile Almeida, schieden allerdings anschließend im Achtelfinale gegen die Kanadierinnen Sarah Pavan und Melissa Humana-Paredes aus. Mit der achtzehn Jahre jüngeren Thamela Coradello gewann Talita Anfang November das Elite16-Turnier in Kapstadt.
Seit 2024 spielt Talita Antunes erneut mit Taiana Lima. Die Brasilianerinnen standen in dieser Saison bei der World Pro Tour zweimal auf dem Treppchen. Beim Challenge in Saquarema wurden sie Dritte, beim Elite16 in João Pessoa gewannen sie Silber. Die oberste Stufe des Podests erklommen sie im November bei der Landesmeisterschaft.